# Stadio Erbajolo
Lo stadio Erbajolo è stato lo stadio del CA Bastia dal 1920 al 2013, infatti nella Ligue 2 2013-2014 ha giocata allo stadio Armand Cesari anche il CA Bastia, e nuovamente dal 2014 al 2017.